# Новокалужский сельский совет (Великоалександровский район)
Новокалужский сельский совет (укр. Новокалузька сільська рада) — входит в состав
Великоалександровского района
Херсонской области
Украины.
Административный центр сельского совета находится в 
с. Новая Калуга
.

## История
- 1861 — дата образования.

## Населённые пункты совета
- с. Новая Калуга
- с. Весёлое
- с. Новая Калуга Вторая
- с. Червоная Людмиловка